# SCM Gloria Buzău
Sport Club Municipal Gloria Buzău este un club sportiv aflat în administrația Primăriei Municipiului Buzău din România. Clubul are secții de rugby, handbal feminin, fotbal, atletism, șah, modelism și tenis de masă. Clubul a fost înființat în 1971 și secțiile sale sunt în general succesoarele unor cluburi mai vechi care activau sub umbrela autorităților locale din oraș. Clubul poartă numele unui alt club existent în Buzău, dedicat doar fotbalului și desființat în 2015, FC Gloria Buzău, dar, ca structură organizatorică, este în principal succesorul Clubului Sportiv Municipal (CSM) Buzău, la care au fost alipite alte echipe finanțate de primărie, ca secții de fotbal, rugby și handbal feminin.
De la bugetul primăriei, clubul beneficiază în primul an de activitate de o finanțare de 2,76 milioane de lei, îndreptată în principal către secțiile de rugby și handbal feminin.

## Secții

### Secția de rugby
Secția de rugby include fostul club Stejarul Buzău, înființat în 2005, care își dispută meciurile pe teren propriu pe stadionul „Prințul Ghica” din Parcul Tineretului.
Echipa joacă în Divizia Națională, eșalonul al doilea la nivel național. Principala performanță a Stejarului o reprezintă obținerea în 2013 a promovării în prima divizie națională, Superliga, în cadrul căreia nu a apucat însă să joace niciun meci, deoarece a pierdut finanțarea autorităților locale și a continuat să evolueze în liga a doua. Sub egida clubului municipal „Gloria”, echipa a reușit din nou promovarea în Superligă la capătul sezonului 2017–2018, când a obținut calificarea în finala play-offului, finală pierdută cu Tomitanii Constanța.

### Atletism, șah, modelism și tenis de masă
Secțiile de atletism, șah, modelism și tenis de masă sunt succesoarele fostului CSM Buzău.

### Secția de handbal feminin
SCM Gloria a preluat în administrare echipa Handbal Municipal Buzău (HM Buzău), înființată de primărie în 2011, pentru a acoperi vidul rezultat din dispariția HCM Buzău. Echipa activează de la înființare în Divizia A, al doilea eșalon de handbal al României.
Cea mai bună performanță a clubului este obținerea locului 2 în seria A a Diviziei A, la sfârșitul sezonului competițional 2015-2016. Ca urmare, ea a participat la turneul de baraj pentru accederea în sezonul 2016-2017 al Ligii Naționale, turneu pe care l-a terminat pe locul al treilea. Datorită acestui rezultat, echipa din Buzău a fost invitată să înlocuiască formația HCM Baia Mare, care s-a retras din Liga Națională în urma unor grave probleme financiare. Clubul a acceptat inițial invitația, dar a fost incapabil să strângă bugetul necesar pentru această competiție și a notificat FRH că va continua în Divizia A.
Sub umbrela SCM Gloria, echipa a reușit promovarea în primul eșalon la finalul sezonului 2017-2018.

### Secția de fotbal
După desființarea în dizgrație a FC Gloria Buzău în 2015, autoritățile publice au pus bazele unui nou club de fotbal, care să-și dispute meciurile pe Stadionul Municipal. Astfel, în 2016 a apărut FC Buzău, echipă care a preluat juniorii Liceului cu Program Sportiv Buzău și a primit și câțiva seniori de la FC Gloria dintre cei nesuspendați pentru pariuri ilegale, și s-a înscris în Liga a V-a, al doilea eșalon fotbalistic de la nivelul județului Buzău. În primul sezon, FC Buzău și-a trecut în palmares câștigarea seriei I din liga a V-a și deci promovarea în liga a IV-a, precum și câștigarea ediției județene a Cupei României. În sezonul 2017–2018, echipa de fotbal a luat numele noului club sub umbrela căruia a intrat, SCM Gloria Buzău, și a continuat cu încă două promovări consecutive, câștigând și liga a IV-a și barajul de promovare în Liga a III-a, apoi în anul următor seria 1 a ligii a III-a.
Echipa de fotbal s-a separat din nou de SCM Gloria în 2021, și a format un club de sine stătător, de drept privat, pentru a fi eligibilă pentru promovarea în Liga I.